# Alexandru, Prinț Moștenitor al Iugoslaviei
Alexandru II Karadjordjevic, Prinț Moștenitor al Iugoslaviei (sârbocroată Aleksandar Karađorđević (n. 17 iulie 1945), a fost ultimul prinț moștenitor al Regatului Iugoslavia și este șeful Casei Karađorđević. Alexandru este singurul copil al fostului rege Petru al II-lea al Iugoslaviei și a Prințesei Alexandra a Greciei și Danemarcei. El preferă titlul de "Prințul Moștenitor Alexandru", titlu pe care l-a deținut în Republica Socialistă Federativă Iugoslavia, un stat comunist, timp de primele patru luni jumătate ale vieții sale, de la 17 iulie (nașterea sa) până la deportarea tatălui său de către partidul comunist la sfârșitul lunii noiembrie 1945.
Pe linie maternă, Prințul Alexandru este strănepotul regelui Ferdinand I al României și a reginei Maria a României.

## Prinț Moștenitor (1945-1970)

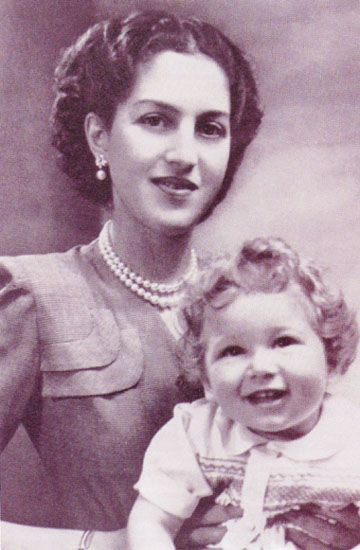
Regina Alexandra cu fiul ei, Prințul Alexandru

Fiu al regelui Petru al II-lea al Iugoslaviei și a Prințesei Alexandra a Greciei și Danemarcei  (1921-1993), el s-a născut într-o cameră la hotelul Claridge’s din Londra (suita 212), la 17 iulie 1945. Tatăl său se afla în exil de la invazia Iugoslaviei în 1941; în ciuda înfrângerii ocupanților germani, el nu a putut să se întoarcă în Iugoslavia, liderul comunist Tito a preluat puterea și a împiedicat revenirea familiei regale. Guvernul britanic a cedat temporar suveranitatea asupra suitei Iugoslaviei așa încât prințul moștenitor să se poată naște pe teritoriu iugoslav.
A fost botezat la Westminster Abbey. Nașii săi au fost: Regele George al VI-lea și Prințesa Elisabeta, astăzi regina Elisabeta a II-a. A primit același prenume ca al bunicului său asasinat la Marsilia la 9 octombrie 1934. Alexandru a fost singurul copil al regelui Petru al II-lea și al reginei Alexandra și singurul nepot al regelui Alexandru I al Greciei și a soției acestuia, Aspasia Manos.
Părinții lui nu au putut avea grijă de el din cauza diferitelor probleme de sănătate si motive financiare, asa că Alexandru a fost crescut de bunica sa maternă. El a fost educat la Institutul Le Rosey, Academia Militară Culver, la Gordonstoun, la Millfield și școala de ofițeri Mons și a urmat o carieră în armata britanică.

## Pretendent la tron (după 1970)

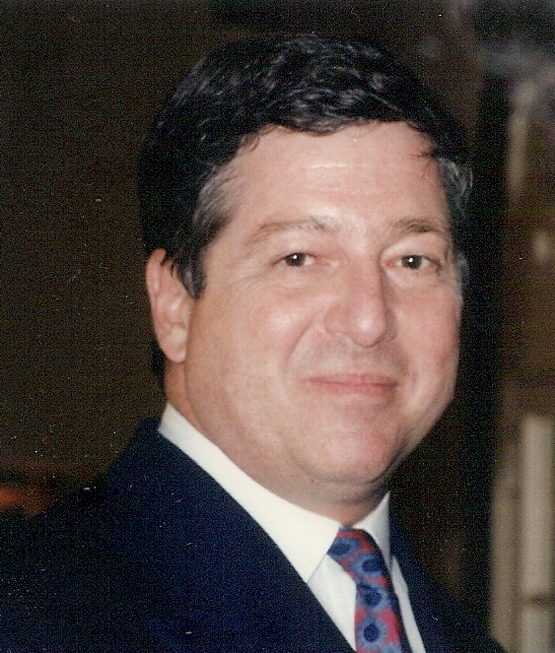
Prințul Alexandru în 1992

Petru al II-lea, care nu a abdicat niciodată, a murit în Statele Unite în 1970. Alexandru  decide totuși, să nu ia titlul de rege, dar niciodată nu a făcut nici o declarație publică de renunțare la drepturile sale dinastice la tronul Regatului Iugoslaviei. Prin urmare, aceasta rămâne în mod oficial Prinț Moștenitor al Serbiei.

### Căsătorii
La 1 iulie 1972 la Villamanrique de la Condesa, în apropiere de Sevillia, Spania, el s-a căsătorit cu Prințesa Maria da Gloria de Orléans-Braganza. Ei au avut trei fii: 
- Prințul Ereditar Petru (n. 5 februarie 1980)
- Prințul Filip (n. 15 ianuarie 1982)
- Prințul Alexandru (n. 15 ianuarie 1982).

Căsătorindu-se cu o romano-catolică, Alexandru a pierdut locul în linia de succesiune la tronul britanic, pe care îl deținea ca descendent al reginei Victoria prin al doilea fiu al său, Alfred. De asemenea, el era descendent al reginei Victoria și prin fiica ei cea mare, Victoria. Fiii săi au rămas în linia de succesiune la tronul britanic.
Alexandru și Maria da Gloria au divorțat în 1985. La 20 septembrie 1985, Prințul Moștenitor Alexandru s-a recăsătorit civil cu Katherine Clairy Batis, fiica lui Robert Batis și a Annei Dosti, și religios a doua zi la biserica ortodoxă sârbă Sf. Sava, Notting Hill, Londra. 
Alexandru a mers pentru prima dată în Iugoslavia în 1991. El a lucrat activ cu opoziția lui Slobodan Milošević și s-a mutat în Iugoslavia în 2000.